# Favonio (Italia meridionale)
Il  favonio è un vento locale salentino e lucano (chiamato localmente faùgna o faùgnu).
Si tratta di un vento caldo e forte proveniente da sud o da ovest; si può anche considerare un vento che ha come direzione 213° 45′. In autunno e inverno è caldo e umido, in primavera è mite, in estate è caldo e asciutto.
Nonostante il nome non ha niente in comune, a parte il fatto di essere un vento caldo, con il favonio o Föhn che pure ha lo stesso etimo (latino favōnius, ‘vento di ponente’, ‘zefiro’), avvicinandosi come caratteristiche piuttosto allo scirocco e all'ostro.